# Spegelekvationen
Spegelekvationen används inom Optiken för att beräkna storleken på den virtuella bilden i en spegel.

## Spegelekvationen för sfäriska speglar
Då ett föremål {\displaystyle A} avbildas i en sfärisk spegel kommer avbilden {\displaystyle B} av föremålet att hamna på ett läge som S. förutsäger. {\displaystyle B}:s läge och orientering beror på hur föremålet är placerat i förhållande till spegelns krökningscentrum {\displaystyle C} och brännpunkt {\displaystyle F}. Alla beteckningar enligt nedanstående figur.
Med nedanstående bilds beteckningar lyder S. enligt följande: 

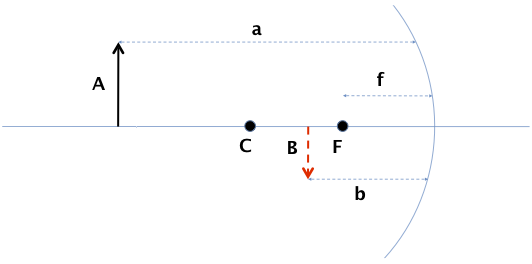
Sfärisk spegel med ingående beteckningar

{\displaystyle {\frac {1}{a}}+{\frac {1}{b}}={\frac {1}{f}}}

### Tecken på avståndsvariabler och brännvidd
- {\displaystyle a>0} då A är placerad framför spegelytan
- {\displaystyle b<0} då B avbildas bakom spegelytan (dvs. avbildningen är en virtuell bild)
- {\displaystyle f>0} då spegeln är konkav
- {\displaystyle f<0} då spegeln är konvex

### Förstoring

#### Endimensionellt fall
Om A:s och B:s storlekar definieras enligt |A| respektive |B| gäller att förstoringen på avbilden definieras enligt
- {\displaystyle M<0} då orienteringen på avbilden är skiftad med 180 grader jämfört med föremålet som avbildas
- {\displaystyle M>0} då orienteringen på avbilden är densamma som föremålet som avbildas